# Aeroportul Brangbiji
Aeroportul Brangbiji (IATA: SWQ, ICAO: WADS) este un aeroport din Sumbawa Besar, Sumbawa⁠(d), Nusa Tenggara Barat⁠(d), Indonezia ce deservește zona Sumbawa Besar.
Situat la o altitudine de 3 m, aeroportul dispune de o singură pistă.